# گاکولسان
گاکولسان (به لاتین: Gakkeulsan) یک کوه در کره جنوبی است که در کره جنوبی واقع شده‌است. گاکولسان ۸۳۸ متر بالاتر از سطح دریا واقع شده‌است.